# Tolciclato
El Tolciclato, al igual que el tolnaftato, es un derivado tiocarbámico, con propiedades fungicidas o fungistáticas. Es un inhibidor selectivo, reversible y no competitivo de la enzima escualeno-2,3-epoxidasa unida a la membrana que está implicada en la biosíntesis del ergosterol. La inhibición conduce a la acumulación de escualeno y a una deficiencia en ergosterol, un componente esencial de las paredes celulares de los hongos, lo que aumenta la permeabilidad de la membrana, y que altera la organización celular causando la muerte de las células.
Al igual que con otros miembros de los derivados de tiocarbamato, el tolciclato es eficaz contra dermatofitos, sobre todo Trichophyton rubrum, propiedad que comparte con liranaftato.